# Synegia clathrata
Synegia clathrata là một loài bướm đêm trong họ Geometridae.